# Kathrin Lang
Kathrin Cornelia Lang, född Hitzer 3 september 1986 i Balingen, Västtyskland, är en tysk skidskytt. Lang växte upp i Obernheim, en liten stad som ligger i ett område som kallas för Schwäbischen Alb, men bor sedan 2007 i Ruhpolding. Hon tävlar dock fortfarande för SC Gosheim, den skidklubb som hon började träna skidåkning i vid tolv års ålder.
Lang tog sin första världscupseger den 8 mars 2008.

## Världscupsegrar
| Datum       | Ort             | Land     | Disciplin |
| ----------- | --------------- | -------- | --------- |
| 8 mars 2008 | Chanty-Mansijsk | Ryssland | Jaktstart |
| 9 mars 2008 | Chanty-Mansijsk | Ryssland | Masstart  |

## Meriter

### Seniorer

#### Europamästerskap
- 2010
  - Distans - guld
  - Stafett - guld
  - Jaktstart - silver

#### Världscup, delcuper
- 2007
  - Oberhof, stafett: 2:a
  - Oslo, masstart: 2:a
  - Chanty Mansijsk, masstart: 3:a

#### Tyska mästerskap
- 2007 tysk mästare i distans

### Juniorer

#### Världsmästerskap
- 2005
  - Stafett - silver
- 2004
  - Sprint - silver

#### Tyska mästerskap
- 2002: tysk mästare i sprint, jaktstart, stafett